# Lac de Bagré
Pour les articles homonymes, voir Bagré.
Le lac de Bagré est un lac artificiel du Burkina Faso situé à cheval entre les régions Centre-Est et Centre-Sud. Lac de retenue du barrage de Bagré achevé en 1992, il est localisé sur le cours du Nakambé (ou Volta Blanche).

## Description
D'une longueur d'environ 50 km (allant de Bagré au sud à Béguédo voire Fingla au nord) et d'une largeur maximale de 12 km, le lac a une superficie de 36 793 ha situés sur le cours du Nakambé. Le lac est abondé par les eaux du Nakambé et de ses principaux affluents (amont en aval) : les rivières Lempa, Koulipélé, Niassa, Tcherbo et Doubégué.
Le barrage de Bagré – qui donne son nom au lac s'étendant dans sa majeure partie entre les provinces du Boulgou et du Zoundwéogo – est situé sur le territoire de la commune de Bagré dans le département de Bagré. Les travaux de construction ont commencé en 1990 pour commencer la mise en eau de la retenue en 1992.
De par sa biodiversité remarquable (flore et faune), le lac est protégé par la convention de Ramsar depuis le 7 octobre 2009.

## Économie

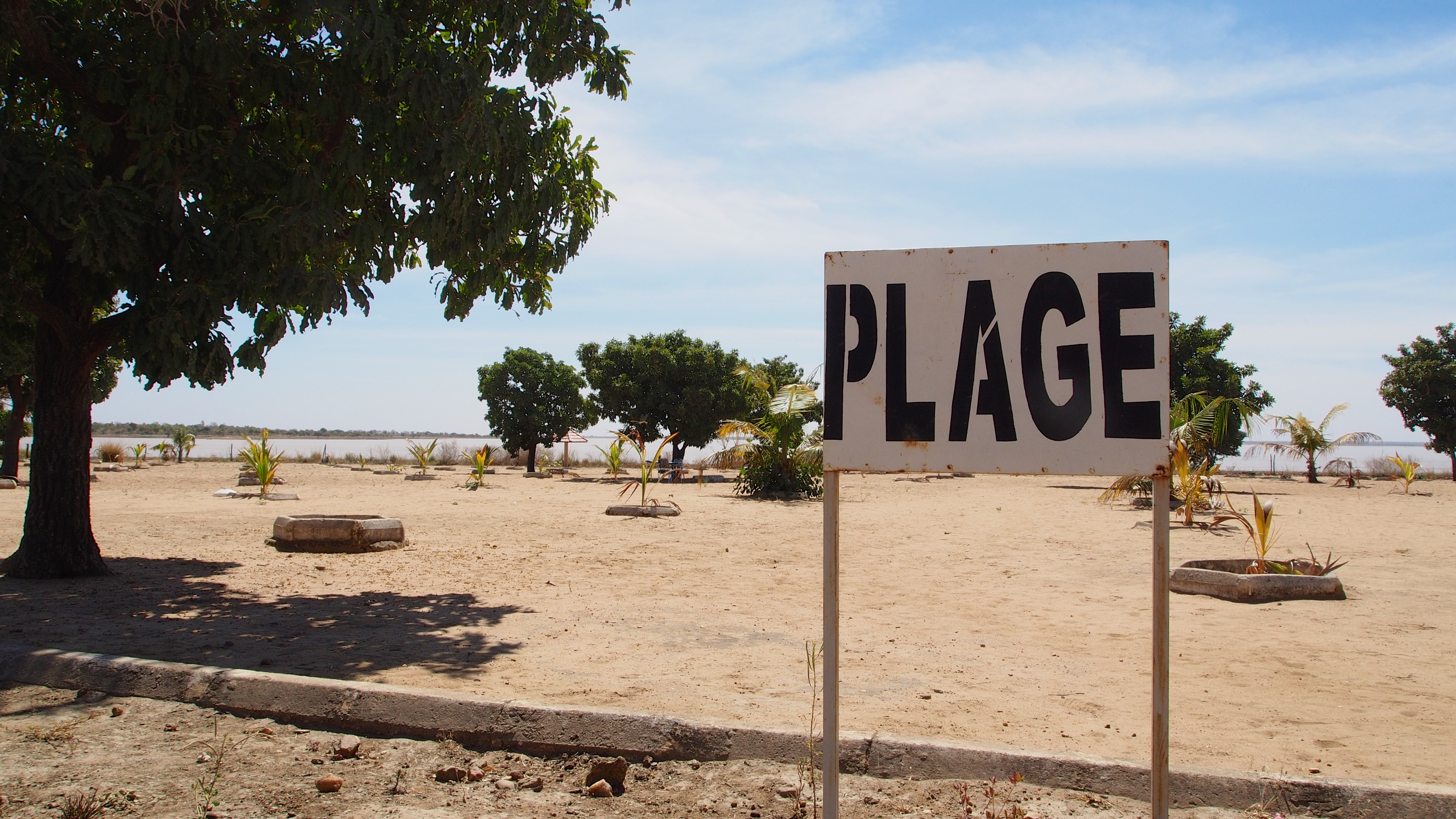
Activités touristiques sur le lac.

Le lac est un site de pêche des habitants de la commune de Bagré ainsi qu'une ressource en eau pour l'agriculture pratiquée sur ses berges. Cependant, l'onchocercose endémique sévissant autour du lac de Bagré provoque un fort pourcentage de malades (cécité) dans les villages riverains, entraînant un exode des populations vers des zones plus sèches.
De plus, une petite économie du secteur du tourisme se développe depuis la création d'un centre éco-touristique près de Bagré-Village. L'attractivité de la faune (en particulier la centaine d'hippopotames présents dans le lac) permet un tourisme principalement local.